# Уэкуса, Кадзухидэ
Кадзухидэ Уэкуса (яп. 植草一秀 Уэкуса Кадзухидэ, 18 декабря, 1960 года) — японский экономист, экономический аналитик, бывший профессор в Университете Васэда и председатель Three-Nations Research Institute Co., Ltd.

## Скандал
Также получил известность как «Mirrorman» (Человек-зеркало) в связи с арестом 8 апреля 2004 за попытку заглянуть под юбку ученицы средней школы, используя ручное зеркало на эскалаторе одной из токийских железнодорожных станций.